# Pirataria musical

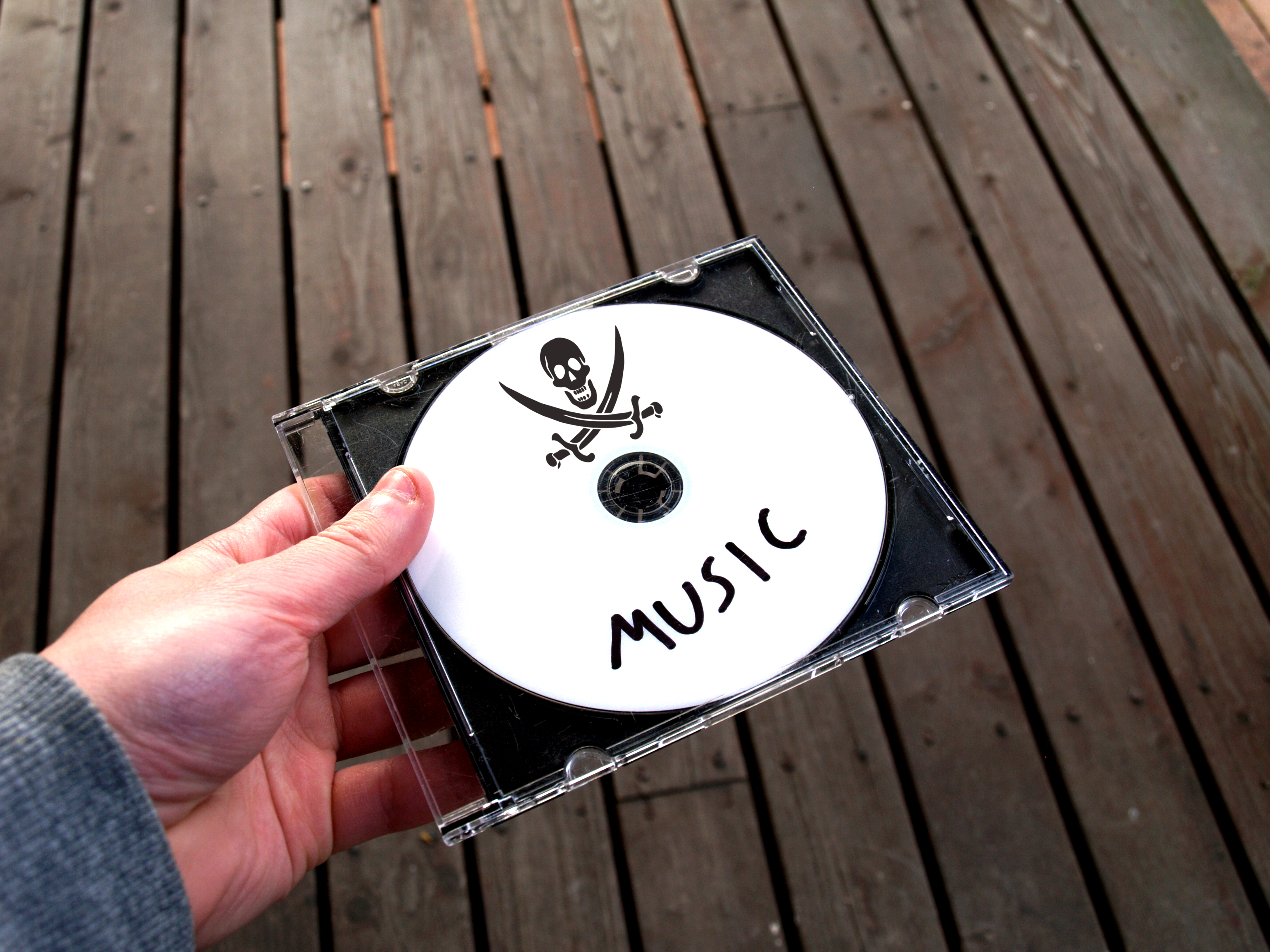
CD de música pirata

Pirataria musical é a prática de cópia e distribuição de uma peça musical para a qual os titulares dos direitos (compositor, artista de gravação ou direitos de autor) não deram seu consentimento.
No contexto jurídico contemporâneo, é uma forma de violação de direitos de Autor, que pode ser a erro civil ou um crime em função da jurisdição.
O final do século XX e o início do século XXI foram marcados por uma intensa discussão em torno da ética da redistribuição do conteúdo da mídia, o quanto as empresas de produção e distribuição de mídia estavam perdendo e o escopo do que deveria ser considerado pirataria. Os casos envolvendo a pirataria de música foram um dos temas mais recorrentes no debate.

## História
Em agosto de 1906, a Lei de Direitos Autorais para Música de 1906, conhecida como Projeto de Lei TP O'Connor, foi aprovada pelo Parlamento Britânico, após muitos dos compositores de música popular da época falecerem na pobreza devido à pirataria extensiva durante a crise de pirataria de partituras no início do século XX. Os vendedores de partituras costumavam comprar uma cópia da música pelo preço integral, copiá-la e revendê-la, geralmente pela metade do preço do original. As associações de edição musical contrataram polícias e antigos soldados para invadirem gráficas e lojas, confiscando partituras a vendedores ambulantes ao abrigo de uma lei que permite a apreensão de bens contrafeitos.

### Anos 2000
A invenção da Internet e da mídia digital deu origem à pirataria musical em sua forma moderna. Com o surgimento de novas tecnologias que simplificaram o processo de pirataria, ela se tornou muito mais comum. Os usuários da web começaram a compartilhar arquivos de mídia na internet, e os riscos e dificuldades potenciais anteriores da pirataria de música, como a necessidade de lidar com cópias físicas, foram eliminados. Era muito mais fácil para pessoas com pouco ou nenhum conhecimento de tecnologia e métodos antigos de pirataria reunir e compartilhar arquivos de mídia.
O primeiro aplicativo que demonstrou as implicações da pirataria de música foi o Napster. O Napster permitiu que os usuários trocassem arquivos de música em um servidor comum gratuito, sem qualquer consideração pelas leis de direitos autorais. O Napster foi rapidamente fechado após ações judiciais movidas pela banda Metallica e pelo empresário Dr. Dre e uma ação separada em relação ao Digital Millennium Copyright Act, legislação americana de direitos autorais. Outros serviços de compartilhamento de música, como o Limewire, continuaram a ser um recurso para aqueles que buscavam arquivos de música gratuitos.
Essas plataformas também foram removidas após alguns anos de serviço devido às leis de direitos autorais e ao Digital Millennium Copyright Act. Após encontrar algumas brechas, a pirataria começou a existir em formas mais legais, um exemplo é o Pirate Bay. Essa legalidade técnica se deve ao formato dos sites e ao seu país de origem e administração. Os sites foram configurados de forma que o próprio site não hospedasse nenhum arquivo ilegal, mas fornecesse ao usuário um mapa de onde ele poderia acessar os arquivos.

### Anos 2010 e 2020
De acordo com a Recording Industry Association of America (RIAA), desde que Shawn Fanning criou o programa de compartilhamento de arquivos Napster em 1999, a receita da indústria musical teria diminuído 53% de US$ 14,6 bilhões para US$ 7,0 bilhões em 2013.
O Spotify e outros serviços de streaming sob demanda estão oferecendo uma maneira para os consumidores ainda obterem suas músicas de graça, ao mesmo tempo em que contribuem para o músico de uma pequena forma, em vez de simplesmente baixar a música ilegalmente. No entanto, esses serviços também afastam os clientes da compra de cópias impressas de música ou mesmo do download legal de músicas, o que está reduzindo severamente a renda dos artistas.

## Legalidade
Temendo um impacto nas vendas potenciais da pirataria na internet, associações da indústria, como a Recording Industry Association of America (RIAA), fizeram lobby por leis mais rígidas e punições mais severas para aqueles que violassem as leis de direitos autorais. As gravadoras também recorreram a barreiras tecnológicas à cópia, como o conceito de DRM (Digital Rights Management), o que gerou alguma controvérsia. Essas organizações tentaram adicionar mais controles à cópia digital da música para impedir que os consumidores copiem a música. Em grande parte, a indústria musical argumenta que, se não o DRM, então algumas medidas semelhantes são necessárias para que eles continuem a lucrar. 
A implementação do DRM gerou críticas de que as restrições impostas pelas gravadoras estavam limitando a liberdade dos consumidores de usar a música de acordo com suas necessidades. Além disso, alguns argumentaram que o DRM não era eficaz em prevenir a pirataria, pois os piratas podiam facilmente encontrar maneiras de contornar as restrições. A controvérsia em torno do conceito de DRM levou a uma discussão mais ampla sobre a necessidade de encontrar um equilíbrio entre a proteção dos direitos autorais e a liberdade dos consumidores de usar a música de acordo com suas necessidades.

### Aplicação da lei
A RIAA é responsável por executar a maioria dos processos contra a pirataria musical nos Estados Unidos. A aplicação das leis de pirataria musical, que podem custar aos violadores de direitos autorais até 150 mil dólares por infração, foi considerada por alguns como irracional, violando as proteções constitucionais americanas contra punições cruéis e incomuns. O grupo já foi acusado de intimidação.
O Stop Online Piracy Act (SOPA) foi um projeto de lei proposto em outubro de 2011 pelo representante da Câmara dos Representantes dos Estados Unidos, Lamar S. Smith. O objetivo do projeto de lei era proteger a propriedade intelectual dos criadores de conteúdo, conscientizando sobre a severidade das punições por violação de direitos autorais.
No entanto, o projeto de lei encontrou considerável oposição de vários partidos, incluindo organizações online de alto nível, como Tumblr, Facebook, Twitter (hoje conhecido como X), Reddit e da própria Wikipedia. Em 18 de janeiro de 2012, várias dessas organizações participaram do Dia da Censura Americana, bloqueando completamente suas páginas e redirecionando os usuários para mensagens de protesto da SOPA.
Em 20 de janeiro de 2012, Lamar Smith retirou o projeto de lei do congresso, citando a falta de consenso e a necessidade de mais discussão sobre a questão.

## Ramificações econômicas
O efeito real da pirataria nas vendas de música é difícil de avaliar com precisão. Na economia neoclássica, os preços são determinados pela combinação das forças de oferta e demanda, mas os participantes do mercado digital nem sempre seguem os motivos e comportamentos usuais do sistema de oferta e demanda.
Primeiramente, o custo da distribuição digital é extremamente baixo em comparação aos custos de distribuição pelos métodos anteriores. Além disso, a maioria da comunidade de compartilhamento de arquivos distribuirá cópias de música por um preço zero em termos monetários. No entanto, há alguns consumidores dispostos a pagar um determinado preço por cópias legítimas, mesmo quando poderiam facilmente obter cópias piratas.
Essa dinâmica complexa dificulta determinar o impacto real da pirataria nas vendas de música. Alguns estudos sugerem que a pirataria pode ter um impacto negativo nas vendas de música, enquanto outros argumentam que a pirataria pode, na verdade, aumentar a exposição e a popularidade de uma música, levando a um aumento nas vendas legítimas.